# Saarheimer Fälle
Die Saarheimer Fälle zum Staats- und Verwaltungsrecht sind ein Fallrepetitorium zum deutschen Staats- und Verwaltungsrecht von Klaus Grupp (Universität des Saarlandes) und Ulrich Stelkens (Deutsche Universität für Verwaltungswissenschaften Speyer).

## Inhalt
Mit über 100 Sachverhalten samt Lösungsvorschlägen ist die Sammlung eine der umfangreichsten zu diesem Themenbereich, die kostenlos im Internet verfügbar ist. Jeder Fall dreht sich dabei um die fiktive saarländische Stadt Saarheim. Die Lokalisierung der Rechtsfragen in einer einzigen Stadt und um sie herum soll die Komplexität des rechtlichen Geflechts andeuten, das in der realen Welt besteht; die Besiedlung von Saarheim mit "lebendigen" Charakteren soll zugleich darauf hinweisen, dass die Geltendmachung von Rechten im tatsächlichen Leben meist interessengesteuert ist. Die Fälle selbst, die auch im Staatsrecht zum großen Teil Prüfungsanforderungen genügen, waren überwiegend bereits Gegenstand von Klausuren und Hausarbeiten im Ersten Juristischen Staatsexamen, in Examensklausurenkursen oder Übungen, sind jedoch teilweise um zusätzliche Fragen erweitert worden. Die Saarheimer Fälle sind jedoch auch auf die Bedürfnisse von Rechtsreferendaren zugeschnitten, da sie teilweise mittels Abbildung von Bescheiden und einer verwaltungsgerichtlichen Akte die Wirklichkeit des Rechtslebens ansatzweise widerspiegeln. In den letzten Jahren wurden auch einige "Stadtrundgänge" ins Leben gerufen: Auf dem baurechtlichen Stadtrundgang und dem polizeirechtlichen Stadtrundgang lässt sich das Baurecht bzw. das Polizei- und Gefahrenabwehrrecht erlernen, in der kommunalrechtlichen Rathausführung das Kommunalrecht. Mittlerweile gibt es auch eine Saarheim-Fanpage auf Facebook, die es dem interessierten Nutzer ermöglicht, via Facebook über aktuelle Änderungen bei den Saarheimer Fällen hingewiesen zu werden.
Ins Leben gerufen wurden die Saarheimer Fälle an der Universität des Saarlandes im Jahr 1996. 1999 erschien eine CD-ROM-Ausgabe im Richard Boorberg Verlag. Im Januar 2007 sind die Saarheimer Fälle mit dem VISU-Förderpreis „Neue Medien in der Lehre“ ausgezeichnet worden. Seit 2008 werden die Saarheimer Fälle im Wesentlichen an der Deutschen Universität für Verwaltungswissenschaften vom dortigen Lehrstuhl für Öffentliches Recht, insbesondere deutsches und europäisches Verwaltungsrecht betreut.
Im Jahre 2009 wurde an der Freien Universität Berlin von Markus Heintzen und Heike Krieger in Zusammenarbeit mit Ulrich Stelkens als Partnerprojekt Die Hauptstadtfälle aufgelegt.